# Дитяче й підліткове кіно
Дитяче та підліткове кіно — це фільми, які розраховані як на дитячу та підліткову, так і на більш ширшу аудиторію («сімейні фільми» (англ. family films)). Воно може бути різним за жанрами: художнім, мультиплікаційним, документальним, науково-популярним.

## Дитячі, підліткові та сімейні фільми
Як в США, так і в Європі, ідея дитячих та підліткових фільмів втілювалась з 1930-х рр. Згідно Безлгету і Степлзу, термін «сімейний фільм» вживається в основному американцями, а «дитячий фільм» — використовується в Європі,.

## Історичні відомості

### Дитяче, підліткове кіно в різних країнах

#### США
У 1923 розпочинається дитяче кіновиробництво, де Волт Дісней зі своїм братом Роєм створили в Голлівуді «The Walt Disney Company» як невелику анімаційну студію.
Революцію він розпочав з «Пароплавчик Віллі», першого мультфільма зі звуком, в якому з'явився і найвідоміший персонаж поп-культури — Міккі Маус.
Мультфільм був знятий за мотивами фільму Бастера Кітона «Steamboat Bill, Jr.». Згодом «Пароплава Віллі» внесли до списку 50 найвеличніших мультфільмів в історії, що був складений істориком анімації Джеррі Беком.
Першим повнометражним кольоровим мультфільмом, який міг розорити компанію Діснея, стала «Білосніжка». «Білосніжку та семеро гномів» номінували на «Оскар» за найкращу музику, а через рік Діснею вручили одразу вісім «Оскарів» за «новаторство та видатні досягнення у анімації» — одну велику статуетку та сім маленьких.
Першого березня 1924 Дісней представив свій перший трюковий фільм «День Аліси на морі», підказаний героями книжки Льюїса Керролла «Аліса в країні чудес». Свою серію фільмів, намальованих в 1926—1927 рр., режисер теж назвав на честь героїні цієї книги — «Аліса в країні мультиплікації» (всього Дісней зняв 56 фільмів про пригоди Аліси). Тоді ж почав формуватися стиль діснеївських фільмів.
У 1927 році величезну популярність отримав фільм «Кролик Освальд», а його герой відкриває галерею знаменитих персонажів з фільмів Діснея. Мишеня Міккі Мауса, якого намалював компаньйон Діснея Аб Айверкс, спочатку звали Мортімер, але незабаром він отримав ім'я, сьогодні добре відоме в усьому світі. Вперше мишеня Міккі Маус з'явився в німому фільмі «Божевільний аероплан» (1928), а в тому ж році став героєм і першого звукового фільму Діснея — «Пароплавчик Віллі» (до речі, це був перший в історії мальований фільм з синхронним звуком). У перших стрічках Дісней «позичив» мишеняті власний голос, а незабаром цей фільм відкрив перед молодим режисером дорогу до божевільної кар'єри.
У 1929 році Дісней почав працювати над циклом «Забавні симфонії», і до 1938 зняв понад 70 серій, включаючи такі шедеври, як «Танець кістяків» (1929), «Гидке каченя» (1932), «Три поросятка» (1933). Вже в цих фільмах з'являються герої, що стали всесвітньо відомими — смішні песики Плуто (1930) і Гуфі (1932), а також каченя Дональд Дак (1934).
Другої світової війни компанія Уолта Діснея випускає анімовані фільми, які можна класифікувати як «сімейні». Найбільш відомими ігровими адаптаціями дитячої та підліткової літератури після Другої світової війни були художній фільм 1959 року «Щоденник Анни Франк» режисера Джорджа Стівенса, фільм по роману «Острів скарбів», режисер Байрон Хескін в 1950 році та художній фільм «Хайді» (Швейцарія) італійського режисера Луїджі Коменчіні, 1952 року.

### Європа

#### Росія
В СРСР дитячим та підлітковим фільмам приділялася велика увага, перш за все з ідеологічної точки зору, в боротьбі за комуністичне майбутнє. Одними з головних дійових осіб ідеологізованих ігрових радянських фільмів були піонери:  "У Радянському Союзі Д. Ф. є одним із засобів комуністичного виховання молодшого покоління, його художнього і культурного розвитку. " Відповідно, дитячий та підлітковий кінематограф в СРСР був заснований на методі соціалістичного реалізму.
Ранньою радянською кінокартиною, яка користувалася великою популярністю у публіки, був німий фільм 1923 року «Червоні дияволята», де інтернаціональний дитячий загін — Міша, Дуняша і чорношкірий гімнаст Том борються з людьми батьки Махно. Згодом була знята ще серія фільмів про пригоди цих підлітків — «Савур-могила» та інші.
В 1925 році на студії «Межрабпом-Русь» випущений фільм «Дитя Держцирку», де шестирічний Гриша Калабухов мріє стати жовтеням.
Присвячувалися фільми актуальній в той час темі ліквідації безпритульності в СРСР: 11 жовтня 1928 року в Києві і 1 лютого 1929 року в Москві відбулася прем'єра фільму «Безпритульні».
У 1936 році в Москві була заснована кіностудія для виробництва дитячих фільмів — «Союздетфільм», яка, під іншою назвою, працює до цих пір. Один із знятих на цій кіностудії в 1937 році фільмів — «Біліє самотнє вітрило», розповідав про босяків Гаврика і сина вчителя Петі, які брали участь в революційних подіях в Одесі 1905 року. Дитячі фільми знімалися не тільки на студії «Союздетфільм», а й на інших. Наприклад, художньо-мультиплікаційний фільм 1939 року «Золотий ключик» знятий на кіностудії «Мосфільм».
Випускалися і політично-нейтральні фільми: казки — «По щучому велінню» (1938), «Василиса Прекрасна» (1939), «Коник Горбоконик» (1941), пригодницькі — «Острів скарбів» (1937) та інші. Деякі фільми були стимулом дитячої та юнацької активності. Наприклад, після виходу фільму «Тимур та його команда» (1940 год) в СРСР виник рух тимуровців.

#### Україна
В Україні зберігаються ідеологічні традиції СРСР. Першим фільмом кіностудії імені Олександра Довженка став фільм «Іванко та „Месник“» режисера Акселя Лундіна та оператора А. Майнса. Це стрічка для дітей, задумана Лундіним на манер «Червоних дияволят» Івана Перестіані, про пастуха, що викрав секретні документи у ворога та рятується від карального загону завдяки червоним. Зйомки стартують 12 жовтня 1927 року й ідуть уночі, бо вдень закінчується будівництво павільйонів. На екрани «Ванька та „Месник“» виходить у 1928 році. У 1929 році було вже знято дитячі фільми «Немає перешкод» та «Сам собі Робінзон».
Перші українські мультфільми були відзняті ще у 1927 році. Та події 1930-х років та Друга світова війна майже винищили цей напрям мистецтва. До 1959-го року Київською кіностудією було випущеного всього декілька десятків мультфільмів.
З 1959-го року починається новий етап розвитку української анімації. Іполит Лазарчук об'єднав студентів, які на той час абсолютно не мали практики у цій галузі. Та всього за декілька років початківцям вдалось створити мультфільми, які стали відомими на території всього СРСР. Це такі мультфільми, як «Пригоди Перця», «Микита Кожум'яка», а у 1967 році вийшла перша серія про козаків: Як козаки куліш варили. Анімаційний фільм про трьох відважних козаків, які подорожують всією Європою, мав шалений успіх.
В 1977 році глядачі побачили перші серії мультсеріалу «Пригоди капітана Врунгеля» — одного з головних мультфільмів Радянського Союзу. Слідом за мультфільмом про капітана та його помічника Лома у 1985 році вийшла стрічка «Лікар Айболить» та екранізація книги Р. Стівенсона «Острів скарбів». До речі, саме «Острів скарбів» вважається найбільш цитованою роботою радянського кінематографа. Адже майже всі фрази головних героїв та всі пісні знає не одне покоління українців.
Ще одним генієм української анімації є харків'янка Олександра Сніжко-Блоцька. Вона є автором відомого мультсеріалу «Легенди і міфи Стародавньої Греції». Також Олександра стала режисером таких відомих мультфільмів, як «Ріккі-тіккі-таві», «Кіт, який гуляв сам по собі» (екранізація книги Р. Кіплінга), «Коник-Горбоконик», «Гуси-лебеді» та інших стрічок, на яких росло не одне покоління українців.
Найбільший виробник дитячих та юнацьких фільмів, одна з найстаріших в Україні-Одеська кіностудія. Своєю спеціалізацією дитяче та юнацьке кіно зробив цілий ряд режисерів — Ярослав Лупій, Валентин Козачков, Ігор Апасян, Радомир Василевський, Вадим Костроменко та Володимир Аленіков. Їх стрічки удостоїлися десятків нагород і премій, але найвищим досягненням для колективу залишалися листи вдячних глядачів — визнання людей, і, головне, того прошарку суспільства, до якого сценаристи та актори зверталися. Після створення «Мосфільму» одеська кіностудія займала друге місце в СРСР за кількістю глядачів на одну картину, а в деякі роки навіть розділяла з Московської кіностудією перше місце.

#### Німеччина
В Німеччині 1930-х — першій половині 1940-х років дитячим фільмам також приділялася увага з ідеологічної точки зору — проти комунізму, за націонал-соціалізм. Один з перших фільмів такого роду — «Юний гітлерівець Квекс» 1933 года — присвячений протистоянню батька-комуніста і його сина, який співчуває нацистам.
Після краху гітлерівського режиму в 1945 році з'явилися дві Німеччини — західна. (капіталістична) та східна(соціалістична), й, відповідно, два кінематографа. Незважаючи на антагонізм капіталістичної і соціалістичної систем, завданням як західнонімецького, так і східнонімецького кінематографу стала денацифікація.

### Китай
Жанр дитячого та підліткового кіно в Китаї часто перетинається з жанрами комедії та казки (англ. fantasy). До 1981 року, коли була заснована Китайський дитячий кіностудія, фільми для дітей випускали звичайні кіностудії, при цьому на ранній стадії китайського кіно життю дітей та підлітків присвячувалося дуже мало фільмів . Серед них — короткометражна стрічка «Пострелёнок» (англ. The Urchin), знята в 1922 році режисером Дань Дуюєм.
Дитячі та підліткові фільми в основному розповідали про соціальні проблеми юного покоління. Наприклад, картина «Загублені овечки»
(англ. Lost Lambs) режисера Цай Чушена (1936) розповідала про дітей-сиріт, які поневірялися по вулицях Шанхаю, поки їх не прихистив старий наймит багатого будинку. Ідея цього фільму виникла у Цай Чушена після перегляду радянської картини про безпритульних — «Путівка в життя» режисера Миколи Екка], яку демонстрували в Шанхаї в 1932 році і отримала визнання як у публіки, так і у критиків, так що Цай Чушен вирішив зняти щось подібне {. Цай Чушен шукав відповідь на питання: чи є такі діти майбутнім суспільства, чи його кримінальною загрозою. У своїх спогадах режисер відзначав, що в цьому фільмі він намагався показати недоліки соціальної системи суспільства, метою якої має бути захист і виховання покинутих безпритульних дітей. Фільм, хоча і мав щасливий кінець, виявився досить сумним. Більш оптимістичною була картина режисера Ян Сяочжун, яку зняли в той же час, називалася «Дівчинка-сирота» (англ. Little Orphan Girl). Картина поєднує в собі романтичний образ сирітки з більш реалістичним описом її життя на вулиці. Врешті-решт дівчинка знаходить в собі сили порвати [джерело?] стосунки зі зграєю шанхайських злодіїв, членом якої вона була, і знайти щастя в прийомній сім'ї лікаря.
Іншим відомим дитячим фільмом цього періоду була стрічка 1949 року режисерів Чжао Міна і Янь Гуна, знята за мотивами
популярного коміксу (маньхуа) автора Чжан Лепіна «Вулична сирітка» (або «Поневіряння Саньмао»). Головний герой цього фільму
згодом грав ще в декількох фільмах з серії про «Саньмао». З роками тема маленького бродяги Саньмао розвивалася, так що в результаті він пройшов шлях від безідейного безпритульного до свідомого помічника в справах Комуністичної партії Китаю (КПК).
Загалом, незважаючи на серйозні соціальні теми, фільми «Втрачені овечки» і «Поневіряння Саньмао» пройняті гумором і оптимізмом, що послужило основою для створення наступних дитячих фільмів .

### Японія
В Японії з першої половини 1990-х років проводиться єдиний у всій країні щорічний Міжнародний фестиваль дитячих фільмів «КІНЕКО». Його особливістю є показ фільмів з усього світу для аудиторії дітей від одного року до підлітків, при цьому фільми повинні бути представлені у формі «живого кіно» (англ. Live Cinema).

### Корея
Корейське дитяче кіно (як і весь кінематограф), після 2-ї світової війни, як і колись кіно німецьке, розділене по двом Кореям: Північній та Південній.
У Північній Кореї — Корейської Народно-Демократичній Республіці — кіно відтворює ідеї чучхе. Створенням кінопродукції для дитячої аудиторії спеціально займається Студія дитячих фільмів ім. 26 квітня, знаходиться в Пхеньяні. Серед мультфільмів для дітей Північної Кореї, можна назвати, наприклад, мальований «Оксве», лялькові «Ехо» та «Суні». Також, студія може вважатися великим комерційним виробником мультфільмів, не призначених для Кореї, а на замовлення для інших країн. Відомий «Пінгвиня Пороро», мультсеріал який транслюється більш ніж в 100 країнах, а в Південній Кореї його зображення знаходяться мало не на кожному предметі, створений не без допомоги майстрів-мультиплікаторів Північної Кореї.

## Сучасна класифікація фільмів для дітей та підлітків
У листопаді 1968 року була прийнята перша версія нинішньої системи оцінок фільмів:
- G — Немає вікових обмежень (General Audiences);
- M — підліткове обмеження, від 11 до 13 років (Mature Audiences);
- R — Особи, які не досягли 16-річного віку, допускаються на сеанс тільки в присутності батьків (Restricted Persons under 16 not permitted unless accompany by an adult);
- X — На сеанс не допускаються особи, які не досягли 17-річного віку (Adults only. No one under 17 admitted).

В 1969 році категорія M була замінена на GP (General Audiences — Parental guidance), а в 1970 на PG (Parental Guidance Suggested — бажано присутність батьків).
1 липня 1984 року категорія PG у свою чергу була розділена на дві підкатегорії: PG та PG-13.
У листопаді 1990 року було дано пояснення, які сцени можуть мати на увазі обмеження R — жорстокість, нецензурна лайка, оголені тіла, вживання наркотиків. Також було дано докладне пояснення у відмінності рейтингів PG та PG-13. Рейтинг X був перейменований в NC-17.

## Підбір акторів
В різних країнах відрізняється підхід до вибору головних героїв. Для американських фільмів відбирають дітей, що відповідають особливим вимогам до зовнішності, в той час як європейці для виконання ролей в своїх фільмах запрошують «звичайних» дітей. Аналогічно, для підліткових та дорослих ролей в американських фільмах запрошують добре відомих акторів і актрис, з метою залучення якомога ширшої аудиторії, і при цьому виклад сюжету ведеться з точки зору дорослих, в тому числі і батьків. Такий підхід впливає на набір акторів, побудову сюжету, і навіть на мізансцени.
Таким чином, американські фільми добре продаються як в США, так і на міжнародному кіноринку, в той час як європейські дитячі та підліткові фільми більш підходять для місцевої аудиторії .